# Octavia Cup 2018
Octavia Cup 2018 je 15. sezonou šampionátu pohárových vozů Škoda Octavia – Škoda Octavia Cup. Novinkou v roce 2018 je, že šampionát svůj pořad na televizi Nova Sport 1. Kalendář má 7 závodních víkendů, dělených do 3 závodů.

## Kalendář
| Závod | Okruh         | Datum             | Doprovází             |
| ----- | ------------- | ----------------- | --------------------- |
| 1     | Autodrom Most | 27–29. dubna      | ADAC GT Masters       |
| 2     | Red Bull Ring | 18–20. května     | FIA CEZ               |
| 3     | Tor Poznań    | 15–17. června     | FIA CEZ               |
| 4     | Lausitz Ring  | 13–14. července   | P9 Challenge          |
| 5     | Slovakiaring  | 17–19. srpna      | FIA CEZ               |
| 6     | Autodrom Most | 31. srpna–2. září | Czech Truck Prix      |
| 7     | Nürburgring   | 12–14. října      | ADAC Westfalen Trophy |

## Týmy a jezdci
| Tým                | Č.            | Jezdec             | Závody |
| ------------------ | ------------- | ------------------ | ------ |
| Pfister Racing     | 3             | Wolfgang Kriegl    | All    |
| Pfister Racing     | 13            | Björn Dietrich     | All    |
| Carpek Racing      | 5             | Milan Haering      | All    |
| Carpek Service     |               |                    |        |
| 11                 | Tomáš Pekař   | All                |        |
| 44                 | Carol Wittke  |                    |        |
| 48                 | Petr Morávek  | All                |        |
| 56                 | Jiří Stránský | All                |        |
| Radek Bareš        | 4             | Radek Bareš        | All    |
| Tomasz Tomczak     | 6             | Tomasz Tomczak     |        |
| Bohuš Šesták       | 7             | Bohuš Šesták       | All    |
| Action Racing      | 8             | Michal Petrů       | All    |
| X-Tuning           | 9             | Jakub Klobása      | All    |
| Duck Racing        | 28            | Daniel Skalický    | All    |
| Yawspeed           | 33            | Matouš Kubů        | All    |
| Tomáš Korený       | 52            | Tomáš Korený       | All    |
| Viktor Szabó       | 99            | Viktor Szabó       | All    |
| Jakub Rejlek       | 21            | Jakub Rejlek       |        |
| LEMA Racing        | 16            | Ervin Uršić Kovač  |        |
| Fullinrace Academy | 17            | Maciej Laszkiewicz | All    |
| Fullinrace Academy | 18            | Martin Machala     | All    |
| Fullinrace Academy | 19            | Jonas Karklys      | All    |
| Fullinrace Academy | 20            | Michal Matějovský  | All    |
| Fullinrace Academy | 34            | Pavel Gellner      |        |
| Fullinrace Academy | 69            | Tereza Zajíčková   | All    |
| Fullinrace Academy | 76            | Petr Čížek         | All    |
| Fullinrace Academy | 96            | Petr Fulín Jr.     | All    |
| Fullinrace Academy | 444           | Václav Brejla      |        |